# Ангола на летних Олимпийских играх 2000
Ангола принимала участие в Летних Олимпийских играх 2000 года в Сиднее в пятый раз за свою историю, но не завоевала ни одной медали. Сборную страны представляли 30 спортсменов.

## Состав олимпийской сборной Анголы

### Плавание
Спортсменов — 1
В следующий раунд на каждой дистанции проходили лучшие спортсмены по времени, независимо от места занятого в своём заплыве.
Женщины
| Спортсменка | Соревнование | Предварительные заплывы | Предварительные заплывы | Полуфиналы | Полуфиналы | Финал     | Финал     |
| Спортсменка | Соревнование | Результат               | Место                   | Результат  | Место      | Результат | Место     |
| ----------- | ------------ | ----------------------- | ----------------------- | ---------- | ---------- | --------- | --------- |
| Надя Круз   | 100 м брасс  | 1:19,57                 | 38                      | Не прошла  | Не прошла  | Не прошла | Не прошла |

### Стрельба
Всего спортсменов — 1
После квалификации лучшие спортсмены по очкам проходили в финал, где продолжали с очками, набранными в квалификации. В некоторых дисциплинах квалификация не проводилась. Там спортсмены выявляли сильнейшего в один раунд.
Мужчины
| Спортсмен           | Соревнование | Квалификация | Место | Финал     | Место     | Всего | Место |
| ------------------- | ------------ | ------------ | ----- | --------- | --------- | ----- | ----- |
| Жуан Паулу де Силва | Трап         | 99           | 41    | Не прошёл | Не прошёл | 99    | 41    |